# Marselisborg Slot
Marselisborg Slot ligger på Kongevejen 100 i det sydlige Aarhus i den nordlige ende af Marselisborgskovene ved Mindeparken.
Slottet blev bygget i 1899-1902 af arkitekten Hack Kampmann. Det var "folkets bryllupsgave" til det senere kongepar, kong Christian 10. og dronning Alexandrine, der startede traditionen med at bruge det som sommerresidens. Det ligger på det tidligere Havreballegårds jorder.
Marselisborg Slot er skænket til "den til enhver Tid regerende Konge i Danmark" og kan således ikke arves af andre end den, der arver tronen. Det blev oprindeligt kaldt Prinseboligen i Jylland, og det var et vigtigt led i forsøget på at knytte kongefamilien nærmere til Jylland, hvor den ikke havde haft egentlige boliger i århundreder.
Ved dronning Alexandrines død i 1952 overtog kong Frederik 9. slottet. I 1968 overdrog kong Frederik 9. Marselisborg til tronfølgeren Margrethe og den senere prinsgemal. Samtidig blev slottet moderniseret for midler indkommet ved folkegaven 1967.

## Tilblivelsen
Marselisborg Slot er en folkegave i den forstand, at projektet var finansieret af frivillige, økonomiske bidrag og anlagt på en grund foræret af Aarhus Kommune til formålet. Flere andre danske byer og virksomheder blev inddraget i projektet, da prinseslottet skulle møbleres; heriblandt Horsens, Vejle, Randers, Aalborg og Thisted for at nævne nogle stykker. Indsamling påbegyndtes i efteråret 1897 og var fra begyndelsen organiseret af stiftamtmand Dreyer, baron J. Rosenkrantz fra Sophiendal og godsejer Chr. Neergaard fra Aakjær. Den 20. maj 1898 stillede Aarhus Kommune 10 tønder land jord til rådighed for prinseslottet, og herefter påtog arkitekt Hack Kampmann sig opgaven at udarbejde bygningsplanerne sammen med den københavnske stadsingeniør Charles Ambt. Anlægsgartner L. Chr. Diederichsen påtog sig opgaven med at anlægge parken. Det samlede budget lød på kr 150.000.
Den 7. juni 1902 stod boligen færdig, og den blev herefter foræret som bryllupsgave til kronprins Christian og hans brud Alexandrine af Mecklenburg-Schwerin fra det danske folk. Kort tid efter overtagelsen foreslog prinsen at forpagte de 30 tønder land foran slottet ned mod bugten for ikke at få bebyggelse her, der kunne ødelægge udsigten. Den 11. juni 1902 godkendte Aarhus byråd dette ønske, og der blev lavet en forpagtningskontrakt på ti år mod 40 kroner pr. tønde land i afgift. Samtidig fik prinsen forkøbsret til hele arealet, der senere blev til Mindeparken.
Gennem tilkøb af jord i 1913-17 forøgede kong Christian 10. slotsparken og haveområdet bagved til 23½ tønder land.

## Slotsparken og kunsten
I 1913 blev der opført en gardergård sydvest for slottet. I 1915 en kavalérbygning. I 1967/68 lod kong Frederik 9. opføre vagtbygningen, som ligger ved indkørslen til slotsområdet.
Fra 1974 til 76 er der plantet ca. 500 gamle rosensorter i slotsparken.
Slotsparken blev i 1974 åbnet for offentligheden, når kongehuset ikke bor på slottet. I den forbindelse overtog Aarhus Kommune vedligeholdelsen af parken.
I slotsparken er der opstillet forskellige skulpturer feks.:
- Fontæne udført af billedhuggeren Jens-Flemming Sørensen
- Skulptur, "Grand Couple", af den franske kunstner Étienne-Martin
- Skulptur af billedhuggeren Sonja Ferlov Mancoba
- Malteserbue skænket af Maltas premierminister Dom Mintoff
- Bygningsspir fra en bygning fra 1918-tals bygning fra Københavns sydhavn
- Blomsterkumme, der formentlig stammer fra Skagen
- Granitskulpturerne "Tre løver og ni hjerter" af Claus Ørntoft er de senest opførte og måske mest markante.

- Mindestenen for L.C. Diederichen.
- Granitskulpturerne "Tre løver og ni hjerter".
- "Et sted mellem drøm og virklighed". Bronze- og vand-skulptur.
- Lille bronzeskulptur ved urtehaverne.